# Arévalo
Arévalo – miasto w Hiszpanii, we wspólnocie autonomicznej Kastylia i León.
W mieście jest stacja kolejowa Arévalo.

## Współpraca
- Autun, Francja